# Dichelodontium
Dichelodontium là một chi rêu trong họ Ptychomniaceae.